# سد ماگا
سد ماگا یک سد در چاد است.